# Stora Ferganakanalen
Stora Ferganakanalen eller Bolsjoj Ferganskij Kanal Imeni U. Jusupova (ryska: Bol’shoy Ferganskiy Kanal Imeni U. Yusupova, uzbekiska: Yusupov Nomidagi Katta Farg‘ona Kanali, ryska: Большой Ферганский Канал Имени У. Юсупова, Bol’shoy Ferganskiy Kanal Imeni Stalina, Bol’shoy Ferganskiy Kanal, uzbekiska: Stalin Nomidagi Katta Farghona Kanali) är en kanal i Kirgizistan. Den ligger i den västra delen av landet, 280 km sydväst om huvudstaden Bisjkek.